# Ешлі Барнс
Ешлі Барнс (англ. Ashley Barnes; нар. 30 жовтня 1989, Бат) — англійський футболіст, нападник англійського клубу «Бернлі».
Виступав, зокрема, за клуби «Плімут» та «Брайтон енд Гоув», а також юнацьку збірну Австрії.

## Клубна кар'єра
Народився 30 жовтня 1989 року в місті Бат. Вихованець футбольної школи клубу «Полтон Роверз».
У серпні 2007 року дебютував у дорослому футболі в складі клубу «Плімут», вийшовши на заміну в матчі першого раунду кубка англійської ліги проти «Вікем Вондерерз». Проте, через велику конкуренцію місця в основі для Барнса не знайшлося. Тому в листопаді 2007 року на правах оренди до початку січня перейшов в «Оксфорд Юнайтед» для отримання ігрового часу. За період оренди відіграв у складі оксфордського клубу 5 матчів в усіх турнірах. У березні 2008 року знову був відправлений в оренду, цього разу в «Солсбері Сіті». Взявши участь у 5 матчах чемпіонату, жодного разу не зміг відзначитися у воротах суперника. У листопаді 2008 на правах оренди перейшов до складу «Істборн Боро». Барнс справив достатньо враження, щоб його оренда була продовжена на місяць, перш ніж у січні 2009 року він був відкликаний напередодні матчу клубу з «Брістоль Сіті». Проте, дебютував за «пілігримів» у чемпіонаті 7 лютого в матчі проти Дербі Каунті; перший гол за клуб забив у матчі проти «Ковентрі Сіті». У травні того ж року підписав новий контракт з «Плімутом» на два роки. В лютому 2010 року був орендований до кінця сезону клубом Другої ліги «Торкі Юнайтед», але вже через місяць, провівши шість матчів, повернувся до «Плімута».
Згодом Барнс до кінця сезону приєднався був орендований клубом Першої ліги «Брайтон енд Гоув». Перший гол забив вже у своєму дебютному матчі проти «Транмер Роверз», вийшовши на заміну десятьма хвилинами раніше. 8 липня 2010 року Барнс підписав з «Брайтоном» дворічний контракт. 12 квітня 2011 року він забив вирішальний гол у переможному матчі проти «Дагенем енд Редбрідж» (4:3), чим допоміг команді вийти у Чемпіоншип.
10 січня 2014 року Барнс приєднався до складу «Бернлі», підписавши з клубом контракт на 3,5 роки. У листопаді 2019 року Барнс підписав з клубом новий контракт до червня 2022 року.

## Виступи за збірну
Барнс, незважаючи на те, що він уродженець Англії, представляв збірну Австрії U-20. Зробити це вдалося завдяки своєму корінню по батьківській лінії, мати якого була родом з Австрії.
У 2019 отримав відмову в отриманні громадянства Австрії

## Статистика виступів

### Статистика клубних виступів
| Сезон                        | Команда                      | Чемпіонат                    | Чемпіонат | Чемпіонат | Національний кубок | Національний кубок | Національний кубок | Континентальні кубки | Континентальні кубки | Континентальні кубки | Інші змагання | Інші змагання | Інші змагання | Усього | Усього |
| Сезон                        | Команда                      | Ліга                         | Ігор      | Голів     | Ліга               | Ігор               | Голів              | Ліга                 | Ігор                 | Голів                | Ліга          | Ігор          | Голів         | Ігор   | Голів  |
| ---------------------------- | ---------------------------- | ---------------------------- | --------- | --------- | ------------------ | ------------------ | ------------------ | -------------------- | -------------------- | -------------------- | ------------- | ------------- | ------------- | ------ | ------ |
| 2007–08                      | «Плімут»                     | ЧФЛ                          | 0         | 0         | КА+КЛ              | 0+1                | 0                  | -                    | -                    | -                    | -             | -             | -             | 1      | 0      |
| 2008–09                      | «Плімут»                     | ЧФЛ                          | 15        | 1         | КА+КЛ              | 0+0                | 0                  | -                    | -                    | -                    | -             | -             | -             | 15     | 1      |
| 2009-січ. 2010               | «Плімут»                     | ЧФЛ                          | 7         | 1         | КА+КЛ              | 1+1                | 0                  | -                    | -                    | -                    | -             | -             | -             | 9      | 1      |
| Усього за «Плімут»           | Усього за «Плімут»           | Усього за «Плімут»           | 22        | 2         |                    | 3                  | 0                  |                      | -                    | -                    |               | -             | -             | 25     | 2      |
| лют.-бер. 2010               | «Торкі Юнайтед»              | ФЛ2                          | 6         | 0         | КА+КЛ              | -                  | -                  | -                    | -                    | -                    | ТФЛ           | -             | -             | 6      | 0      |
| бер.-черв. 2010              | «Брайтон енд Гоув»           | ФЛ1                          | 8         | 4         | КА+КЛ              | -                  | -                  | -                    | -                    | -                    | ТФЛ           | -             | -             | 8      | 4      |
| 2010–11                      | «Брайтон енд Гоув»           | ФЛ1                          | 42        | 18        | КА+КЛ              | 6+0                | 2                  | -                    | -                    | -                    | ТФЛ           | 1             | 0             | 49     | 20     |
| 2011–12                      | «Брайтон енд Гоув»           | ЧФЛ                          | 43        | 11        | КА+КЛ              | 4+3                | 1+2                | -                    | -                    | -                    | -             | -             | -             | 50     | 14     |
| 2012–13                      | «Брайтон енд Гоув»           | ЧФЛ                          | 34+2      | 8+0       | КА+КЛ              | 2+1                | 1+0                | -                    | -                    | -                    | -             | -             | -             | 39     | 9      |
| 2013-січ. 2014               | «Брайтон енд Гоув»           | ЧФЛ                          | 22        | 5         | КА+КЛ              | 1+1                | 0+1                | -                    | -                    | -                    | -             | -             | -             | 24     | 6      |
| Усього за «Брайтон енд Гоув» | Усього за «Брайтон енд Гоув» | Усього за «Брайтон енд Гоув» | 149       | 46        |                    | 18                 | 6                  |                      | -                    | -                    |               | 1             | 0             | 170    | 52     |
| січ.-черв. 2014              | «Бернлі»                     | ЧФЛ                          | 21        | 3         | КА+КЛ              | -                  | -                  | -                    | -                    | -                    | -             | -             | -             | 21     | 3      |
| 2014–15                      | «Бернлі»                     | ПЛ                           | 35        | 5         | КА+КЛ              | 1+1                | 0                  | -                    | -                    | -                    | -             | -             | -             | 37     | 5      |
| 2015–16                      | «Бернлі»                     | ЧФЛ                          | 8         | 0         | КА+КЛ              | 0+0                | 0                  | -                    | -                    | -                    | -             | -             | -             | 8      | 0      |
| 2016–17                      | «Бернлі»                     | ПЛ                           | 28        | 6         | КА+КЛ              | 3+0                | 0                  | -                    | -                    | -                    | -             | -             | -             | 31     | 6      |
| 2017–18                      | «Бернлі»                     | ПЛ                           | 36        | 9         | КА+КЛ              | 1+2                | 1+0                | -                    | -                    | -                    | -             | -             | -             | 39     | 10     |
| 2018–19                      | «Бернлі»                     | ПЛ                           | 37        | 12        | КА+КЛ              | 0+1                | 0                  | ЛЄ                   | 5                    | 1                    | -             | -             | -             | 43     | 13     |
| 2019–20                      | «Бернлі»                     | ПЛ                           | 19        | 6         | КА+КЛ              | 0+0                | 0                  | -                    | -                    | -                    | -             | -             | -             | 19     | 6      |
| Усього за «Бернлі»           | Усього за «Бернлі»           | Усього за «Бернлі»           | 184       | 41        |                    | 9                  | 1                  |                      | 5                    | 1                    |               | -             | -             | 198    | 43     |
| Усього за кар'єру            | Усього за кар'єру            | Усього за кар'єру            | 361       | 89        |                    | 30                 | 7                  |                      | 5                    | 1                    |               | 1             | 0             | 397    | 97     |